# Dzień Bezpiecznego Komputera
Dzień Bezpiecznego Komputera - to komercyjne przedsięwzięcie marketingowe, w postaci kampanii informacyjnej i edukacyjnej skierowanej do użytkowników komputerów i internautów w Polsce, zapoczątkowane 12 października 2004 roku.
Celem akcji jest popularyzacja wiedzy na temat bezpieczeństwa informatycznego oraz sposobów zapobiegania zagrożeniom płynącym z sieci.
Akcję objął honorowym patronatem Prezydent Rzeczypospolitej Polskiej, w projekt włączyła się również Polska Izba Informatyki i Telekomunikacji. Wsparcia udzieliły także Ministerstwo Edukacji Narodowej i Sportu oraz Ministerstwo Nauki i Informatyzacji. Akcja została szeroko nagłośniona w mediach.
Akcja została skrytykowana przez zwolenników wolnego oprogramowania. Zarzucano organizatorom, że propagując bezpieczeństwo polecają jedynie rozwiązania kilku firm, które są jej współorganizatorami. Szczególnie mocno skrytykowano zaangażowanie najwyższych władz państwowych w reklamowanie i promowanie komercyjnych programów dostępnych jedynie dla systemów operacyjnych produkowanych przez Microsoft.